# Kunstmuseum Bern
Il Kunstmuseum (in italiano: museo dell'arte) è un museo d'arte antica, arte moderna ed arte contemporanea, e si trova in Hodlerstrasse 8-12 a Berna in Svizzera.

## Storia
Il nucleo iniziale della collezione è composto da una dozzina di quadri che furono acquistati nel 1821 dal canton Berna. Attualmente le parti più importanti del museo sono il Trecento italiano (es. Duccio di Buoninsegna), l'arte bernese dal XV al XIX secolo (Niklaus Manuel, Albert Anker, Ferdinand Hodler), l'arte francese da Eugène Delacroix e Gustave Courbet fino a Salvador Dalí ed André Masson, l'espressionismo tedesco (es. Ernst Ludwig Kirchner) e le nuove tendenze artistiche fino ai giorni d'oggi.
Nel Kunstmuseum di Berna si trova la donazione di Adolf Wölfli. Un'altra donazione, le opere di Paul Klee, è stata spostata al Zentrum Paul Klee che è stato aperto il 20 giugno 2005.
Nel museo sono presenti opere di:
- Paul Cézanne
- Franz Gertsch
- Ferdinand Hodler
- Franz Marc
- Henri Matisse
- Jean-François Millet
- Meret Oppenheim
- Pablo Picasso

## Le opere maggiori

### Paul Cézanne
- Autoritratto con cappello (1879-1880)

### Paul Klee
- Ad Parnassum (1932)

### Félix Vallotton
- Il ratto di Europa (1908)